# Orpin âcre

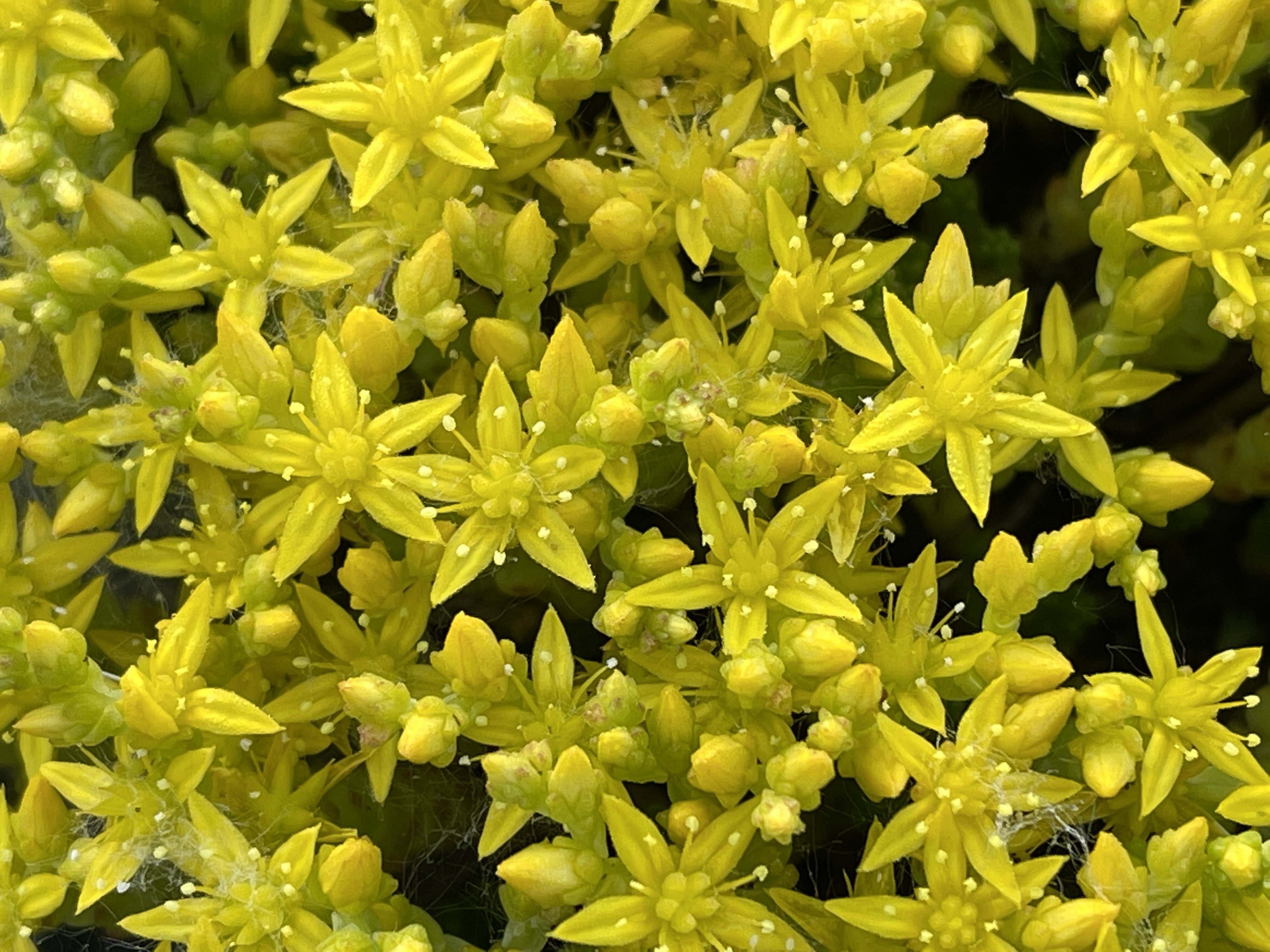
Sedum acre (L.) Link, Batiscan, au Québec, au Canada.

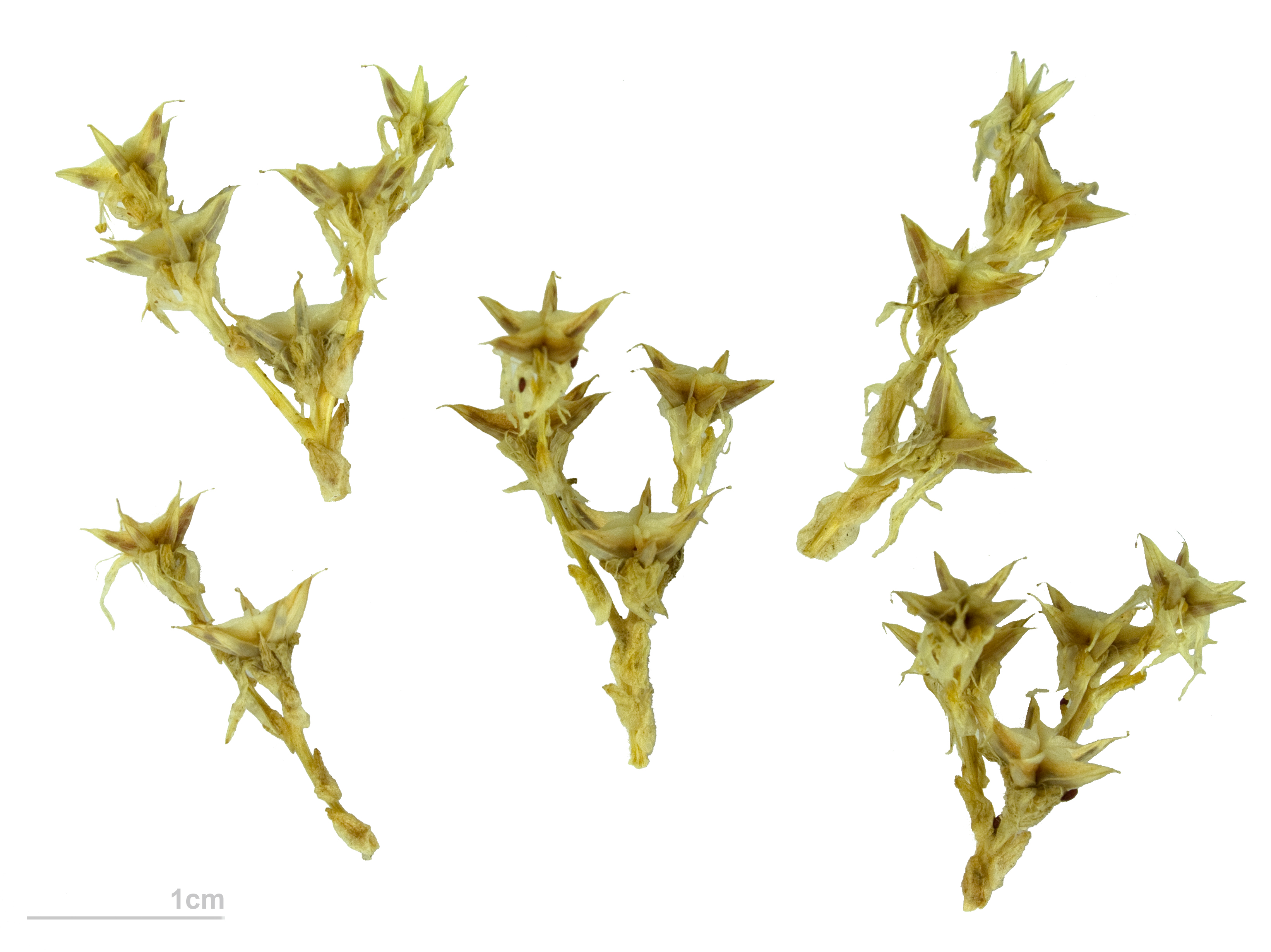
Sedum acre au Muséum d'histoire naturelle de Toulouse.

Sedum acre
Espèce
Classification phylogénétique
L'Orpin âcre, Orpin brûlant, Poivre des murailles ou Poivre de muraille (Sedum acre), est une espèce de plantes à fleurs de la famille des Crassulacées.

## Description
Haute de 3-15 cm, tige rameuse avec des rejets stériles à la base, feuilles en triangles ovoïdes de 4 mm de long et 3 mm de large, inflorescence de fleurs jaune vif. C'est une plante vivace. Elle est toxique.

## Répartition
Cette espèce est originaire de l'Ancien Monde : Europe, Afrique du Nord et Asie occidentale.

### Habitat
Elle pousse sur des dalles calcaires de basse altitude Alysso-Sedion. En Suisse on la trouve jusqu'à une altitude de 1 500 m, principalement en Valais dans la vallée du Rhône et dispersée dans le Jura, le plateau et les basses vallées des Alpes sud-orientales.

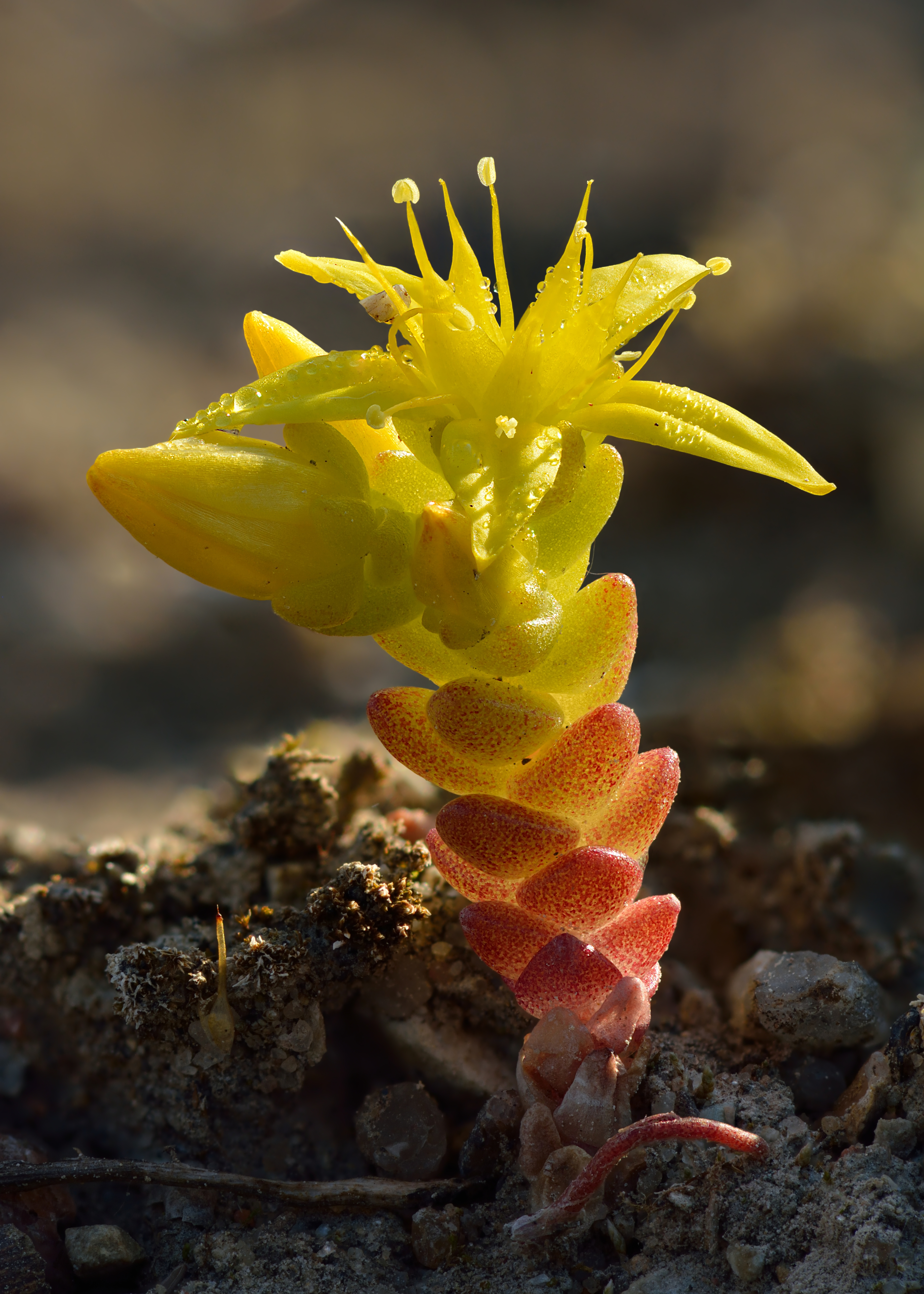
Fleurs.

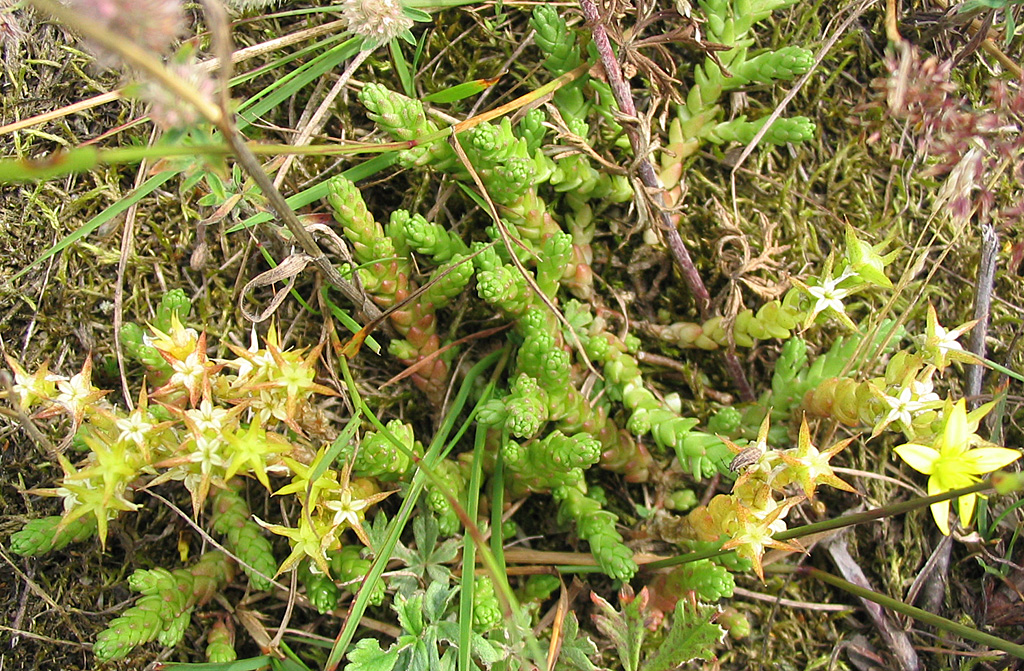
Aspect général.

## Sous-espèces et variétés
- Sedum acre L. subsp. negletum (Ten.) Arcangeli

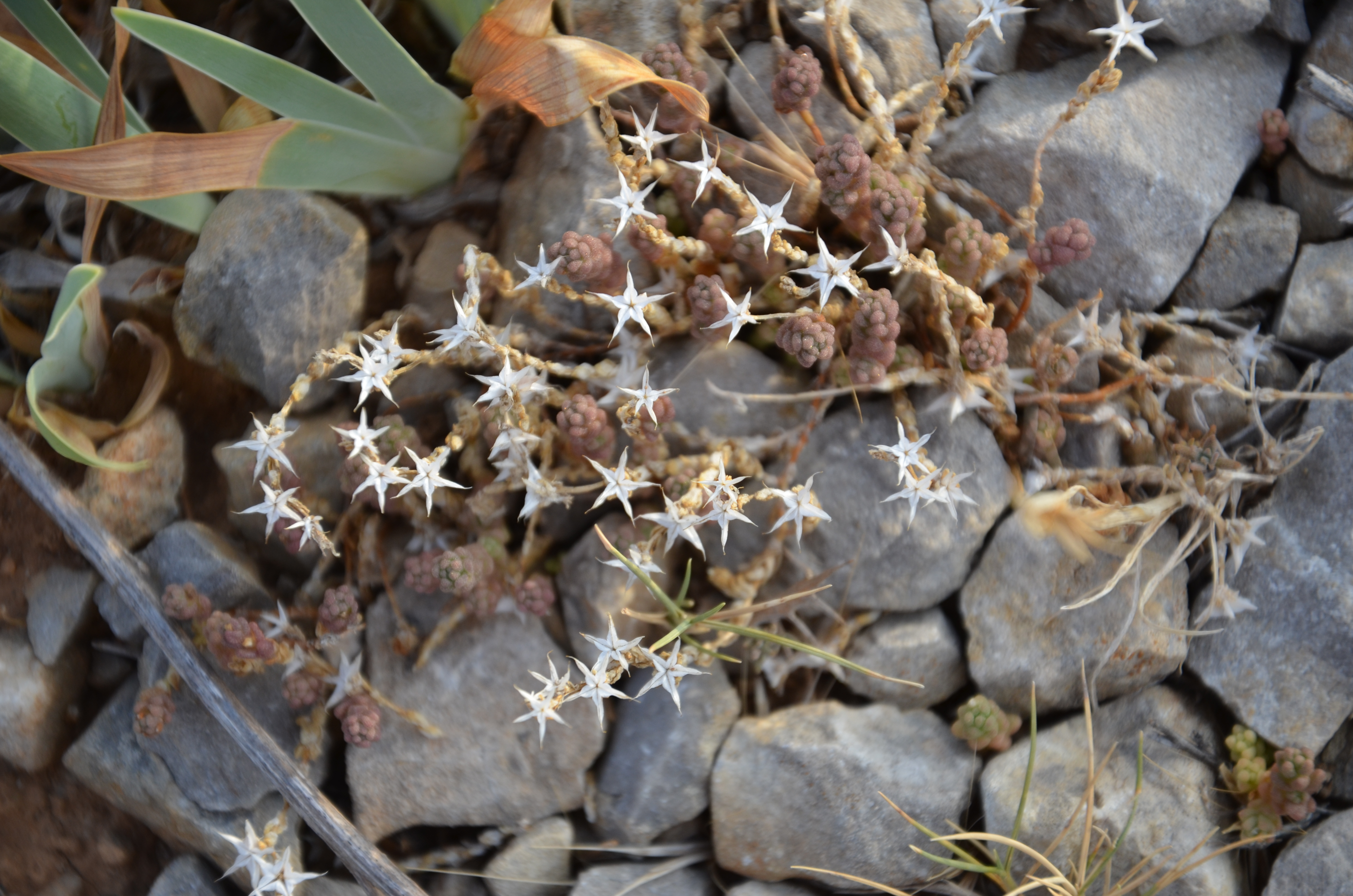
Sedum acre L. subsp. negletum.

- Sedum acre (Masters) R.T.Clausen subsp. majus
- Sedum acre (Stevanov) Bertova subsp. microphyllum
- Sedum acre (Priszter) Soó var. sopianae

## Utilisation
Cet orpin fait partie des sédums utilisés pour végétaliser les toitures végétales.
Le toit vert est l'une des mesures efficaces pour améliorer les problèmes d'environnement écologique et pour maintenir le développement durable de la ville. La sélection des espèces a limité le développement rapide du toit vert. 
Cette étude montre qu'avec l'intensification du stress, la capacité de rétention d'eau diminue l'augmentation des fuites d'électrolyte. Sedum acre, a atteint un point de flétrissement permanent en 2 semaines de stress hydrique. 
Dans certaines régions cet Orpin faisait partie des plantes de la Saint-Jean.
D'après une étude, Sedum acre est une source potentielle de phénols en tant que substance antioxydante, antibactérienne et anticancéreuse naturelle de grande valeur. Les résultats de cette étude ont montré le grand potentiel de S. acre pour une utilisation dans la phytothérapie, les produits pharmaceutiques et l'industrie alimentaire.